# Partizanski poslijeratni zločini u Mrtvom jarku kod Suhopolja
Partizanski poslijeratni zločini u Mrtvom jarku kod Suhopolja počinjeni su u svibnju 1945. Lokacija Mrtvi jarak nalazi se jugoistočno od Suhopolja između sela Bukova i Velika Trapinska u šumovitom predjelu istočne Bilogore. Tijekom svibnja do kolovoza 1945. jedinice Jugoslavenske armije iz 5. crnogorske proleterske brigade na ovaj su šumski predjel dovodile zarobljenike i bivše vojnike Nezavisne Države Hrvatske, većinom iz kolona s Križnog puta, te civile koji su osumnjičeni kao protivnici nove jugoslavenske vlasti sa šireg virovitičkog područja. Pripadnici navedene partizanske brigade, kasnije su se po usmenoj predaji, hvalili po okolnim selima da su prije prelaska u partizane bili u četnicima. Lokacija Mrtvi jarak prije se nazivao Duboki jarak, a radi se manjoj kotlini skrivenoj šumovitim predjelom. Tijekom 2007. pronađena je tokom probnog iskapanja jedna masovna grobnica, iako po sjećanju starijih mještana u okolici se nalaze četiri lokacije s procjenom oko 700 ubijenih.[nevjerodostojan izvor]

## Ostala ratna i poratna stratišta u virovitičkom kraju
Uz spomenuto stratište Mrtvi jarak, postoji još uz ciglanu u Pčeliću, te u Virovitici na više lokacija, kod Šećerane, na Đolti kod današnje zapadne obilaznice, na kraju Bečke ulice i u Milanovcu kod Kaže.[nevjerodostojan izvor]

## Spomen
Svake godine 23. kolovoza povodom Europskoga dana sjećanja na žrtve totalitarnih i autoritarnih režima, održava se komemorativni skup uz sjećanje na spomenute žrtve. Uz lokaciju Mrtvi jarak, skup uz polaganje vijenaca i paljenje svijeća održava se i u Virovitici na kraju Bečke ulice. Organizatori su uz predstavnike vlasti Virovitičko-podravske županije i udruge Hrvatski domobran Virovitica i Udruge hrvatskih branitelja iz Domovinskog rata.